# Estêvão Ladislau II da Sérvia
Estêvão Ladislau II (em sérvio cirílico Стефан Владислав II, 1280-1325) foi um monarca sérvio da dinastia Nemânica. Último rei da Sírmia (1316-1325), era pretendente ao trono da Sérvia.
Filho do rei Estêvão Dragutino, ele deveria suceder seu tio Milutino, mas aquele designa seu próprio filho Estêvão Uresis III como seu sucessor.
Em 1323, Estêvão III declara a guerra a seu primo Ladislau, que ainda possuía as terras de Dragutino. Só três anos mais tarde, em 1326, é que Estêvão III ataca. Vladislau deve se enfuir na Hungria e seus pares, em Ragusa, malgrado uma curta resistência, depõem as armas.